# 1976年モントリオールオリンピックのジャマイカ選手団
1976年モントリオールオリンピックのジャマイカ選手団（1976ねんモントリオールオリンピックのジャマイカせんしゅだん）は、1976年7月17日から8月1日にかけてカナダのモントリオールで開催された1976年モントリオールオリンピックのジャマイカ選手団、およびその競技結果。

## 概要
今大会は金メダル1個、銀メダル1個の合計2個のメダルを獲得した。ジャマイカ勢が金メダルを獲得したのは1952年ヘルシンキオリンピック以来6大会ぶり。

## メダル
| メダル | 選手名           | 競技 | 種目     |
| ------ | ---------------- | ---- | -------- |
| 金     | ドン・クォーリー | 陸上 | 男子200m |
| 銀     | ドン・クォーリー | 陸上 | 男子100m |